# 都島站
都島站（日语：／ Miyakojima eki */?）是位於日本大阪府大阪市都島區，屬於大阪市高速電氣軌道（大阪地下鐵）的鐵路車站。車站編號是T17。

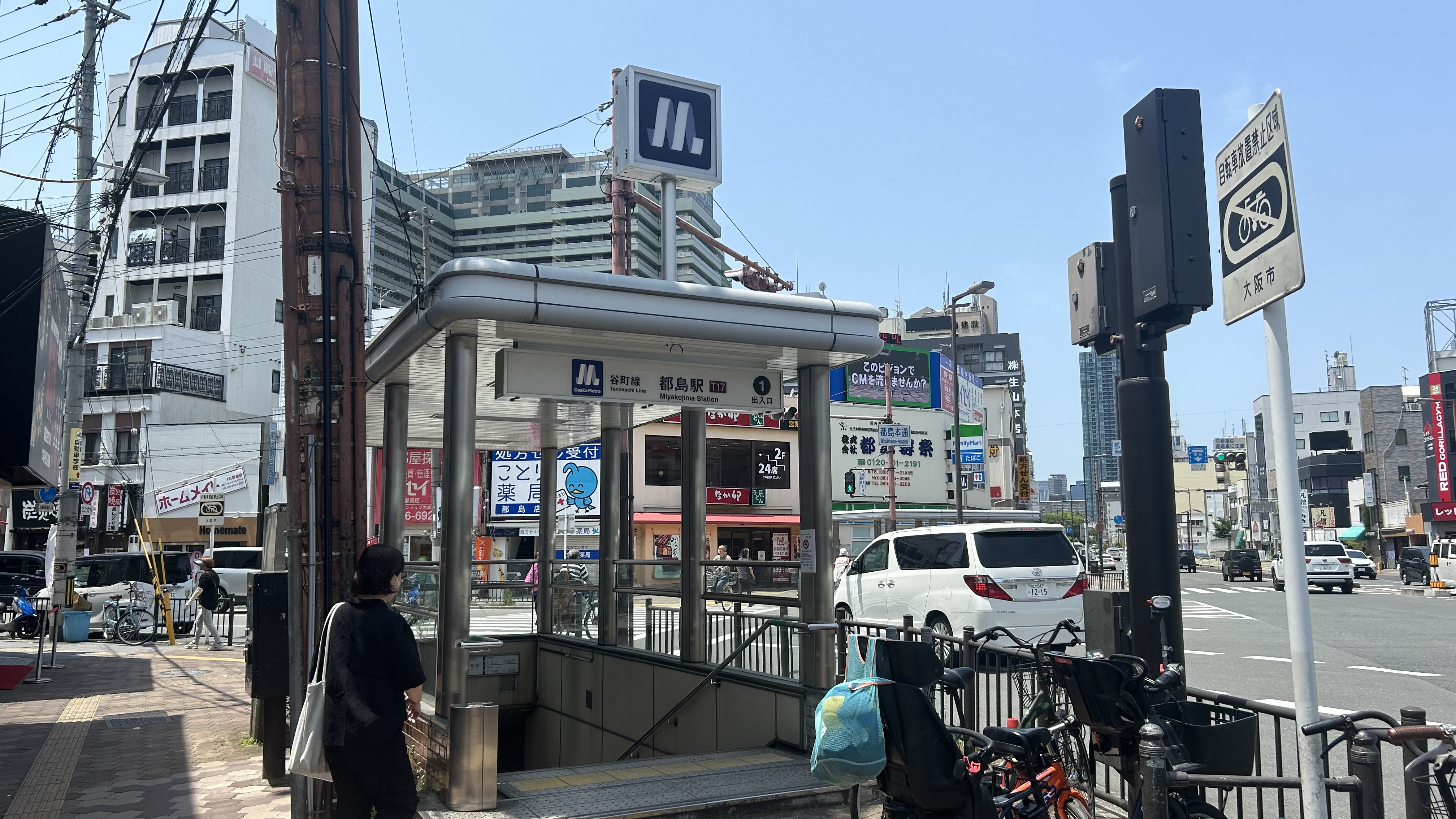
1號出入口(2024年5月)

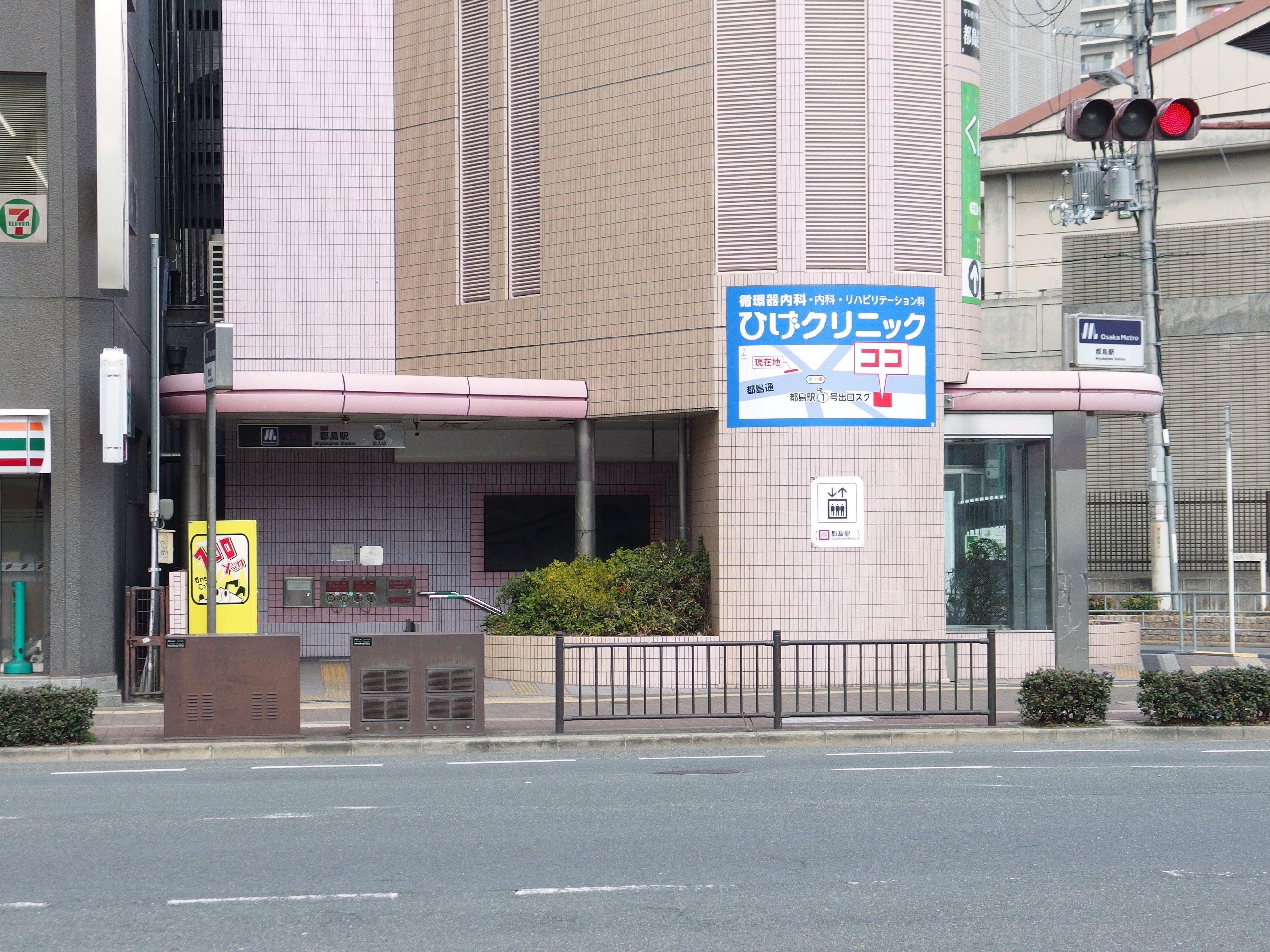
3號出入口(2019年2月)

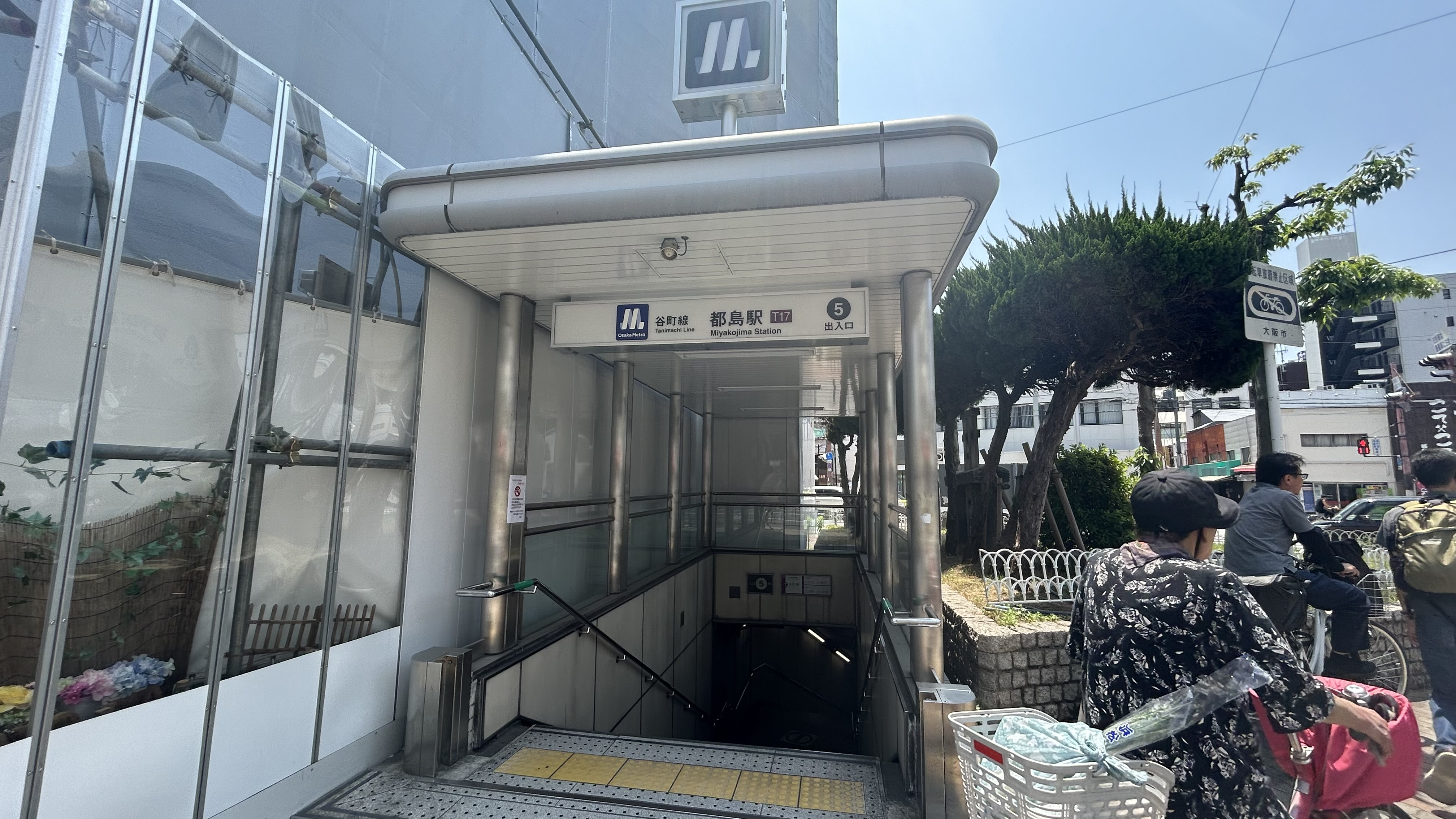
4號出入口(2024年5月)

## 車站構造

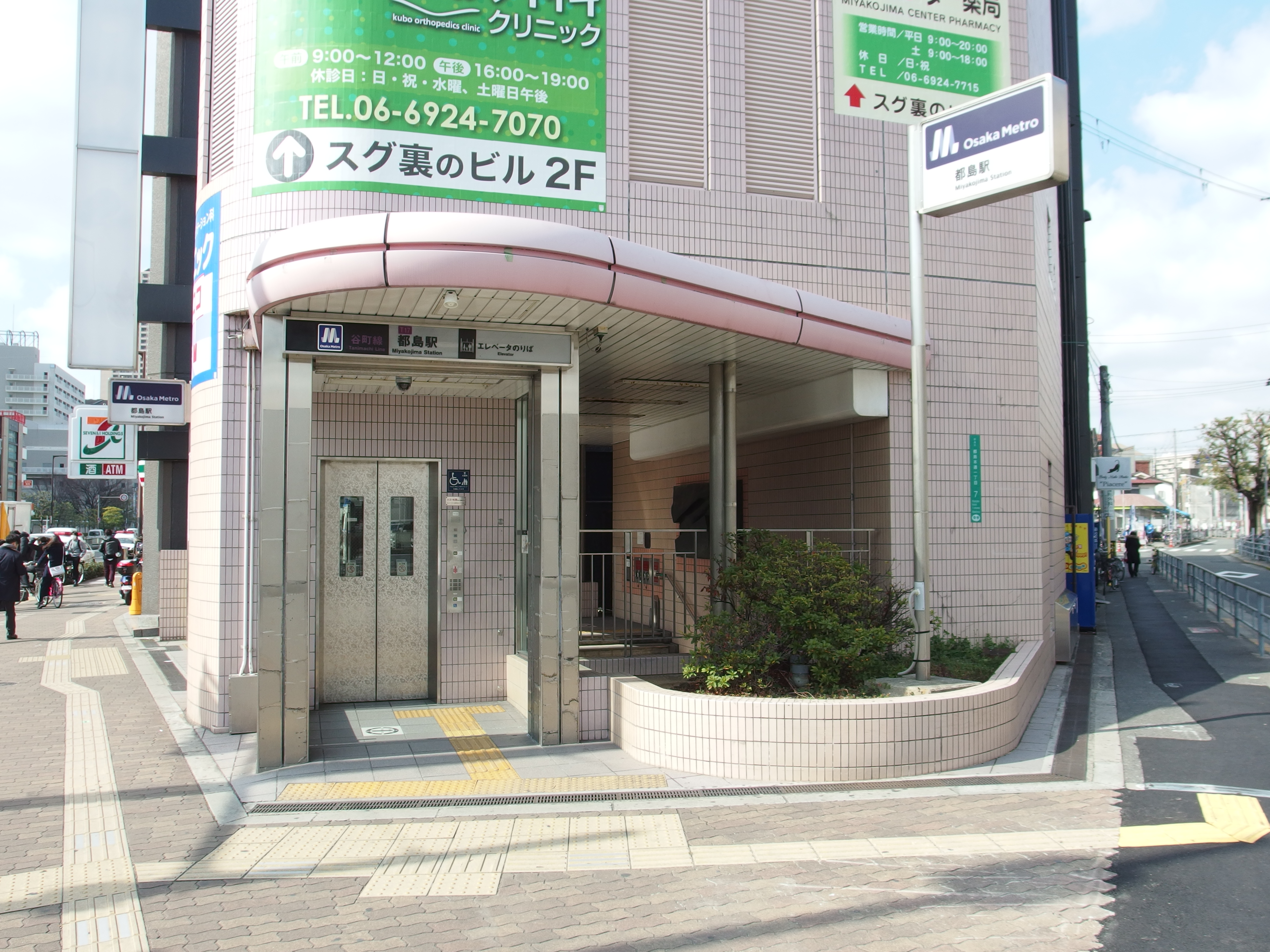
電梯專用出入口(2019年2月)

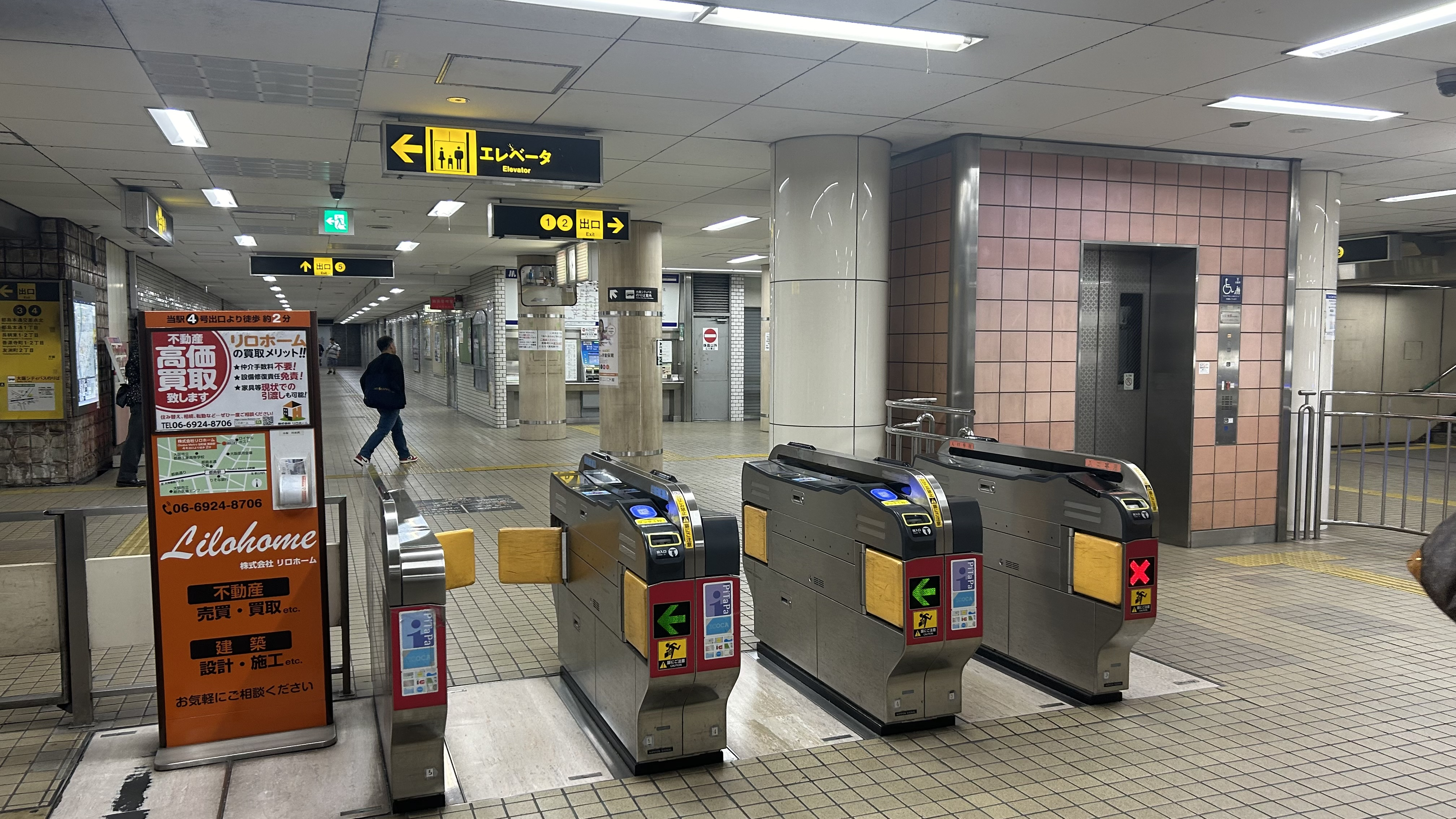
驗票口(2024年5月)

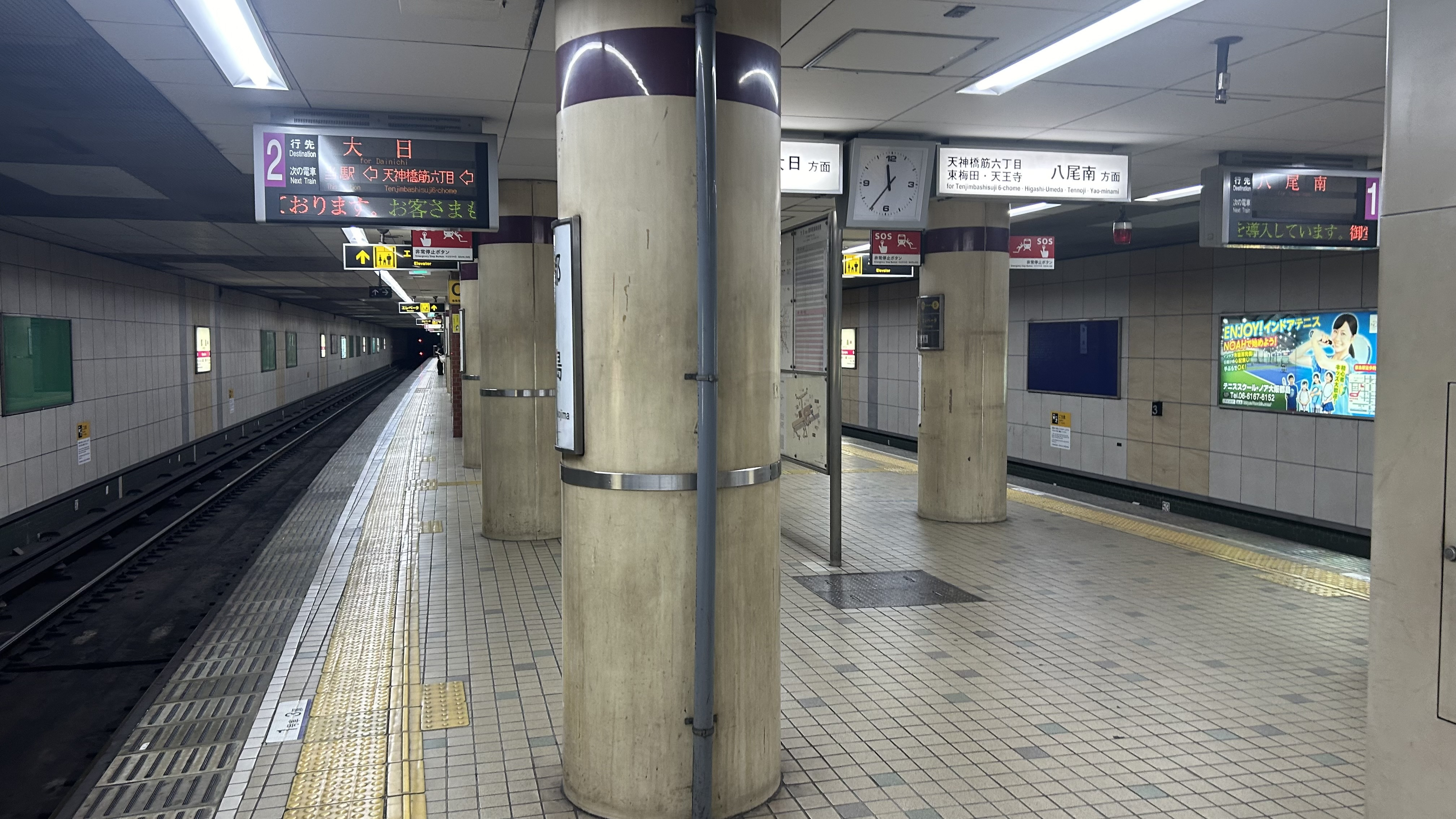
月台(2024年5月)

本站為島式1面2線的地下車站。

### 月台配置
| 月台 | 路線   | 目的地                                 |
| ---- | ------ | -------------------------------------- |
| 1    | 谷町線 | 東梅田、谷町四丁目、天王寺、八尾南方向 |
| 2    | 谷町線 | 大日方向                               |

## 利用狀況
2018年11月13日的1日上下車人次為34,867人（上車人次：17,686人，下車人次：17,181人）。此站是谷町線不與其他路線轉乘的車站當中上下車人次最多的車站。
| 年度   | 調查日   | 上車人次 | 下車人次 | 上下車人次 |
| ------ | -------- | -------- | -------- | ---------- |
| 1990年 | 11月06日 | 15,572   | 15,018   | 30,590     |
| 1995年 | 02月15日 | 15,425   | 15,531   | 30,956     |
| 1998年 | 11月10日 | 15,083   | 14,965   | 29,778     |
| 2007年 | 11月13日 | 16,106   | 15,364   | 31,470     |
| 2008年 | 11月11日 | 16,225   | 15,567   | 31,792     |
| 2009年 | 11月10日 | 16,088   | 15,541   | 31,629     |
| 2010年 | 11月09日 | 16,162   | 15,521   | 31,683     |
| 2011年 | 11月08日 | 16,220   | 15,776   | 31,996     |
| 2012年 | 11月13日 | 16,728   | 16,237   | 32,965     |
| 2013年 | 11月19日 | 16,527   | 16,027   | 32,554     |
| 2014年 | 11月11日 | 17,057   | 16,615   | 33,672     |
| 2015年 | 11月17日 | 16,867   | 16,669   | 33,536     |
| 2016年 | 11月08日 | 17,776   | 17,210   | 34,986     |
| 2017年 | 11月14日 | 18,400   | 17,664   | 36,064     |
| 2018年 | 11月13日 | 17,686   | 17,181   | 34,867     |

## 歷史
- 1974年（昭和49年）5月29日 谷町線東梅田站至此站間延伸時開業。起初是終點站。
- 1977年（昭和52年）4月6日 谷町線自此站延伸至守口，成為中間站。
- 2018年（平成30年）4月1日 - 大阪市交通局民營化，成為大阪市高速電氣軌道（大阪地下鐵）的車站。

## 其他
JR西日本將城東貨物線改建為辦理客運的大阪東線時，原本將都島號誌站舊址所新建的旅客車站暫名為「都島站」，但當地居民批評與大阪地下鐵的同名車站相距達1.6公里，易造成乘客混淆。2017年1月31日，旭區和當地組織向JR西日本大阪支社呈交請願書，要求將新站定名爲「城北公園通」，後來JR西日本採納請願，車站正式定名為城北公園通車站，於2019年3月16日開始營運。

## 相鄰車站
大阪市高速電氣軌道（大阪地下鐵）
 谷町線
野江內代（T16）－都島（T17）－天神橋筋六丁目（T18）

## 外部連結
- 車站Guide：都島 - Osaka Metro